# 泰顺北洋工学院
泰顺北洋工学院，正式名称为国立北洋工学院，是1943年到1945年中国抗日战争期间在中国浙江省泰顺县百丈镇兴办的一所大学。
国立北洋工学院原位于天津，前身为中国第一所新式大学——国立北洋大学。1937年7月，卢沟桥事变爆发，日本发动全面侵华战争，天津沦陷。北洋工学院奉教育部令内迁至陕西西安，参与组建国立西安临时大学，后南迁汉中并改名國立西北聯合大學。1938年7月，西北联大改组，北洋工学院与其他学校合组为国立西北工学院。“北洋”之名遂不存。:233-245
1941年10月，中国工程师学会及各专门工程学会在贵州贵阳举办联合年会，北洋校友云集，借机开会商讨复校事宜，决议呼吁教育部恢复国立北洋工学院，同时筹资兴办私立北洋工学院。北洋工学院历属国立，筹建私校之举令教育部难堪。1942年12月，行政院决定将浙江省立英士大学升格为国立，将其工学院独立为国立北洋工学院，任陈荩民为代理院长。:263-266
英士大学时在浙江省泰顺县司前镇。北洋工学院独立后，迁往邻近的百丈镇。百丈口乃飞云江航运起点，浙闽七县口岸，战时温州金融工商业多迁此。学校位于东岸村，与百丈口隔溪相望。1943年夏，在永嘉、云和、临海、屯溪招生，录取120人。1944年夏，在百丈、云和、临海、屯溪、建阳招生，录取150人。加上英士大学转来的学生，1945年夏以前共有学生421人。有教师40人，包括8位专任教授。院系仅设土木工程系、机电工程系和化学工程系。校园条件艰苦，学生甚至以谷仓为居所。办校期间，曾与当地军警发生冲突，两名学生遭枪杀，又屡受日军、土匪惊扰。:266-267:374-379
1945年6月，教育部突然电令北洋工学院归并入英士大学。师生决心护校，但抗争无果，陈荩民辞职北上。8月底，学生至英士大学注册，但声明乃借读一年。1946年2月，国立北洋大学在津复校，茅以升任校长，6月在上海设立联络站，安排泰顺北洋学生分批至天津北洋大学，至9月底运送完毕。:268
知名校友有工程热物理专家吕灿仁等。:405